# Centro de Estudio de los Manuscritos del Nuevo Testamento
The Center for the Study of New Testament Manuscripts (CSNTM) es una organización sin fines de lucro propuesta para preservar manuscritos antiguos de las Escrituras Cristianas Nuevo Testamento. Este objetivo se consigue tomando fotografías digitales de alta resolución de todos los manuscritos en griego que existen del Nuevo Testamento. La organización fue fundada por Daniel B. Wallace, un profesor del Seminario Teológico de Dallas, en Texas el 13 de septiembre de 2002, realizado bajo la dirección de El Centro de Investigación de los Documentos Cristianos Antiguos (The Center for the Research of Early Christian Documents, CRECD). Daniel Wallace es el director ejecutivo del CSNTM. 
Wallace ha dicho que el objetivo final del centro es fotografiar 1.3 millones de hojas de los manuscritos del Nuevo Testamento, y estima que esa meta no se alcanzará hasta el año 2020. El equipo del CSNTM tiene manuscritos ya fotografiados en Constantinopla en el Patriarcado  Ecuménico de la Iglesia Ortodoxa; El Institut für neutestamentliche Textforschung (INTF) en Münster, Alemania; Universidad de Tubinga, Alemania; el Monasterio de Sn. Juan el Teólogo en la isla de Patmos, Grecia; el Archivo Nacional en Tirana, Albania; lae Universidad de Míchigan; varios colegios en la Universidad de Cambridge; Universidad de Glasgow; y unos cuantos otros sitios. Wallace también examinó manuscritos en Viena, Cologne, Florencia, Berlín, en el Monasterio de Santa Catarina (Sinaí), La Vaticano, Universidad de Cambridge, Universidad de Oxford, La Universidad de Dresde, Universidad de Harvard, la Biblioteca británica, y varios otros sitios.
La actividad del CSNTM esta limitada por diferentes razones, incluyendo las leyes internacionales, financiamiento y los pensamientos de la tradición de otras instituciones de las demás instituciones. A pesar de esas dificultades el CSNTM ha fotografiado a: 
- Códice Sinaítico
- Códice Alejandrino
- Códice Vaticano Griego 1209
- Códice Washingtoniano
- Códice Boerneriano
- Códice Beratino

Aunque el principal enfoque del CSNTM es la preservación digital de los manuscritos del Nuevo Testament, también trabaja con ediciones impresas de los libros relacionados con la crítica textual como los del Nuevo Testamento de Soden ("Die Schriften des Neuen Testaments, in ihrer ältesten erreichbaren Textgestalt hergestellt auf Grund ihrer Textgeschichte," Verlag von Arthur Glaue, Berlín 1902-1910). El CSNTM tiene al menos un manuscrito del Nuevo Testamento, Gregory-Aland minúscula 2882, una copia del Evangelio Según Lucas del siglo X-XI.
El CSNTM no cobra por las fotografías digitales a los institutos que poseen MSS NT; debido a que es una organización no lucrativa, el CSNTM depende de las donaciones de fundaciones individuales y fundaciones. 